# The Last Guy
The Last Guy est un jeu vidéo développé par SCE Japan Studio et édité par Sony Computer Entertainment, publié uniquement pour le PlayStation Network de la PlayStation 3. Il s’agit d’un jeu de sauvetage dans lequel le personnage éponyme doit guider les civils afin de fuir les villes infestées de monstres. Le jeu est sorti au Japon dès le 31 juillet 2008, en Amérique du Nord et en Europe le 28 août 2008.